# Gwynyth Walsh
Gwynyth Walsh (ur. 1958 w Winnipeg) – kanadyjska aktorka sceniczna i filmowa.

## Życiorys
Gwynyth Walsh urodziła się w Winnipeg w Kanadzie, ale wychowała się w Vancouver w Kolumbii Brytyjskiej. Ukończyła studia na Uniwersytecie Alberty w kanadyjskim Edmonton. Po studiach rozpoczęła karierę jako aktorka sceniczna występując na deskach teatrów Kanady i USA. W 1984 roku zadebiutowała jako aktorka filmowa. Później pojawiała się w wielu filmach i serialach telewizyjnych.

## Filmografia[2]
- Niebieska małpa (Blue Monkey, 1987)
- Przed sklepem jubilera (La bottega dell'orefice, 1989)
- Zauroczenie (The Crush, 1993)
- Star Trek: Pokolenia (1994)
- Lot 174 (Falling from the Sky: Flight 174, 1995)
- Dziewczyna XXI-go wieku (Zenon: Girl of the 21st Century, 1999)
- Kruche jak lód: Walka o złoto (Ice Angel, 2000)
- Czarne lato (Black Summer, 2019)